# Haris Tahir
Haris Tahir (urdu ‏حارث طاہر‎) (ur. 9 kwietnia 2000 w Lahaur) – pakistański snookerzysta. Zdobył dwuletnią kartę World Snooker Tour, która obowiązuje od sezonu snookerowego 2024/25.

## Wczesne życie
Pochodzi z Lahauru w Pendżabie. Nosi przydomek „Pan Jedna Wizyta” ze względu na swoją umiejętność budowania breaków, która doprowadziła do ponad stu breaków stupunktowych w amatorskich turniejach. W 2015 roku w Lahaur zaliczył swojego pierwszego breaka maksymalnego. W turnieju w Lahaur w 2022 roku również zdobył 147 punktów. Do tej pory udało mu się trzy razy zdobyć maksymalną liczbę punktów, zarówno podczas treningów, jak i zawodów. W 2020 roku zdobył tytuł mistrza Pakistanu do lat 18.

## Kariera
W 2017 roku Tahir zajął drugie miejsce w Mistrzostwach Pakistanu do lat 21. W sierpniu tego roku dotarł do ćwierćfinału Mistrzostw Krajowych w Snookerze w Pakistanie w Karaczi. Był mistrzem Pendżabu w 2018 roku. Następnie zdobył mistrzostwo kraju do lat 21 w 2020 roku. W październiku 2020 roku dotarł do finału Mistrzostw Pakistanu, pokonując w półfinale byłego mistrza kraju Mohammada Bilala 6-3, a następnie zmierzył się z Mohammadem Sajjadem.
W 2021 roku wziął udział w Mistrzostwach Azji w Snookerze ACBS, gdzie pokonał Katarczyka Alego Alobaidli, a następnie w ćwierćfinale pokonał Khalida Kamaniego ze Zjednoczonych Emiratów Arabskich 5-2. W półfinale przegrał z mistrzem z 2018 roku z Iranu, Amirem Sarkhoshem. We wrześniu 2021 roku uległ swojemu rodakowi Babarowi Masihowi w ćwierćfinale mistrzostw świata w snookerze na sześciu czerwonych w Katarze.
W czerwcu 2023 roku został wybrany do reprezentowania Pakistanu w Mistrzostwach Azji na 6 czerwonych i Azjatyckich Mistrzostwach Drużynowych w Teheranie w Iranie.
W styczniu 2024 roku Tahir sprawił niespodziankę podczas Narodowych Mistrzostw Snookera NBP w Lahaurze, pokonując byłego mistrza i czwartego w rankingu Shahid Aftab w decydującej rundzie i awansując z fazy grupowej. W 1/8 finału został pokonany przez Sohaila Shahzada.
W maju 2024 roku wystąpił w Q School w Bangkoku. W drugim turnieju  wygrał 4-3 z Chińczykiem Zhou Jinhao, a następnie zmierzył się z Hindusem Laxmanem Rawatem. Następnie w decydującym meczu zmierzył się z Irańczykiem Ehsanem Heydarim Nezhadem. W ostatniej rundzie pokonał Chińczyka Lan Yuhao i zdobył dwuletnią kartę do World Snooker Tour, która zacznie obowiązywać od sezonu snookerowego 2024/2025.
Swoje pierwsze zwycięstwo jako zawodowiec odniósł, pokonując Jamiego Jonesa w meczu kwalifikacyjnym do Wuhan Open w lipcu 2024 r.  W pierwszej rundzie przegrał jednak z Chrise Wakelinem 1-5. We wrześniu 2024 roku pokonał Zaka Surety'ego podczas Northern Ireland Open.
W czerwcu 2025 roku odniósł walkowerowe zwycięstwo 5-0 w pierwszej rundzie kwalifikacji do Wuhan Open 2025, po tym jak były mistrz świata Luca Brecel nie pojawił się na ich meczu. W tym samym miesiącu pokonał byłego mistrza świata Kena Doherty’ego w kwalifikacjach do British Open 2025.

## Występy w turniejach w karierze
| Ranking                    | 82  |    |
| Turnieje rankingowe        |     |    |
| Championship League        | A   | RR |
| Saudi Arabia Masters       | 1R  |    |
| Wuhan Open                 | 1R  |    |
| English Open               | LQ  |    |
| British Open               | 2R  |    |
| Xi'an Grand Prix           | LQ  |    |
| Northern Ireland Open      | LQ  |    |
| International Championship | LQ  |    |
| UK Championship            | LQ  |    |
| Shoot Out                  | 1R  |    |
| Scottish Open              | LQ  |    |
| German Masters             | LQ  |    |
| World Grand Prix           | DNQ |    |
| Welsh Open                 | LQ  |    |
| Players Championship       | DNQ |    |
| World Open                 | LQ  |    |
| Tour Championship          | DNQ |    |
| World Championship         | LQ  |    |

| Legenda tabeli wyników              | Legenda tabeli wyników       | Legenda tabeli wyników                     | Legenda tabeli wyników                                                              | Legenda tabeli wyników                     | Legenda tabeli wyników                     |
| ----------------------------------- | ---------------------------- | ------------------------------------------ | ----------------------------------------------------------------------------------- | ------------------------------------------ | ------------------------------------------ |
| LQ                                  | odpadnięcie w kwalifikacjach | #R                                         | odpadnięcie we wczesnej fazie turnieju (WR = runda dzikich kart, RR = faza grupowa) | QF                                         | przegrana w ćwierćfinale                   |
| SF                                  | przegrana w półfinale        | F                                          | przegrana w finale                                                                  | W                                          | zwycięstwo                                 |
| DNQ                                 | nie zakwalifikował/a się     | A                                          | nie brał/a udziału                                                                  | WD                                         | zrezygnował/a w trakcie turnieju           |
| Legenda oznaczeń w tabelach wyników |                              |                                            |                                                                                     |                                            |                                            |
| NH / Nie roz.                       | NH / Nie roz.                | Turniej nie odbył się.                     | Turniej nie odbył się.                                                              | Turniej nie odbył się.                     | Turniej nie odbył się.                     |
| NR / Nie-rank.                      | NR / Nie-rank.               | Turniej nie był zaliczany jako rankingowy. | Turniej nie był zaliczany jako rankingowy.                                          | Turniej nie był zaliczany jako rankingowy. | Turniej nie był zaliczany jako rankingowy. |
| R / Rank.                           | R / Rank.                    | Turniej był zaliczany jako rankingowy.     | Turniej był zaliczany jako rankingowy.                                              | Turniej był zaliczany jako rankingowy.     | Turniej był zaliczany jako rankingowy.     |
| MR / Minor-Rank.                    | MR / Minor-Rank.             | Turniej był zaliczany jako minor ranking.  | Turniej był zaliczany jako minor ranking.                                           | Turniej był zaliczany jako minor ranking.  | Turniej był zaliczany jako minor ranking.  |

## Finały w karierze

### Finały amatorskie: 1 (0-1)
| Rezultat  |    | Rok  | Turniej                    | Przeciwnik | Wynik |
| --------- | -- | ---- | -------------------------- | ---------- | ----- |
| Finalista | 1. | 2018 | Mistrzostwa Azji do lat 21 | Aung Phyo  | 4–6   |